# Stonoge
Stonoge (Myriapoda) su potkoljeno razmjerno jednostavno građenih kopnenih člankonožaca, uzdušnjaka, kojima kolutići nisu sjedinjeni i svaki kolutić (osim nekoliko zadnjih) ima po jedan ili dva para nogu.

## Građa tijela
Prave stonoge imaju od 13 do više od 100 dvojnih kolutića (diplosomiti) s po 2 para nogu na svakom kolutiću. Na glavi se nalaze tri para čeljusti i jedan par ticala za opip i njuh koja za razliku od ticala kukaca imaju mišiće. 
Otvori za disanje, odušci, (traheje) nalaze se uzduž cijelog tijela, a dugo, cjevasto srce ima ostije (dvostruke otvore) gotovo u svakom kolutiću. Probavilo je većinom u obliku dugačke cijevi. Izlučivanje se obavlja Malpigijevim cjevčicama. Kod jednog dijela stonoga spolni se otvori nalaze na prednjem dijelu tijela pa se nazivaju prednjospolci (Progoneata), a kod drugog dijela su na kraju zatka pa se nazivaju stražnjospolci (Opisthogoneata).

## Stanište
Stonoge su kopnene životinje koje nastanjuju vlažna staništa jer kroz površinu tijela i otvore za disanje gube znatne količine vode. Uglavnom su aktivne noću a po danu se skrivaju. Najčešće se hrane trulim lišćem.

## Razmnožavanje
Za vrijeme parenja mužjaci stonoga stvaraju nakupine spermija koje složenim procesom prebacuju na ženke. Ženke nose jaja iz kojih se legu male kratke stonoge sa samo nekoliko parova nogu. Presvlače se veliki broj puta.

## Podjela
Podkoljeno stonoga sadrži 13 000 vrsta koje su uglavnom kopnene. Mogu se podijeliti na 4 razreda: strige (Chilopoda), kojima svi kolutići osim tri posljednja imaju samo jedan par nogu, dvojenoge (Diplopoda) koje imaju dvojne kolutiće i na svakom kolutiću dva para nogu i dva para odušaka osim prva tri kolutića koji imaju po jedan par nogu, malonošce (Pauropoda) koji su duljine od 0,5-1,5 mm a imaju 9-11 pari nogu, kratkonošce (Symphyla) koji su duljine do 8 mm a imaju 12 pari kratkih nogu i par predljivih nastavaka na kraju tijela.
Najdulja vrsta Scolopendra gigantea duga je do 26 cm. U Hrvatskoj je česta i najpoznatija kućna ili štitonosna striga (Scutigera coleoptrata).

## Razredi
1. Chilopoda, strige
2. Diplopoda, dvojenoge
3. Pauropoda, malonošci
4. Symphyla, kratkonošci